# Georg Bleibtreu

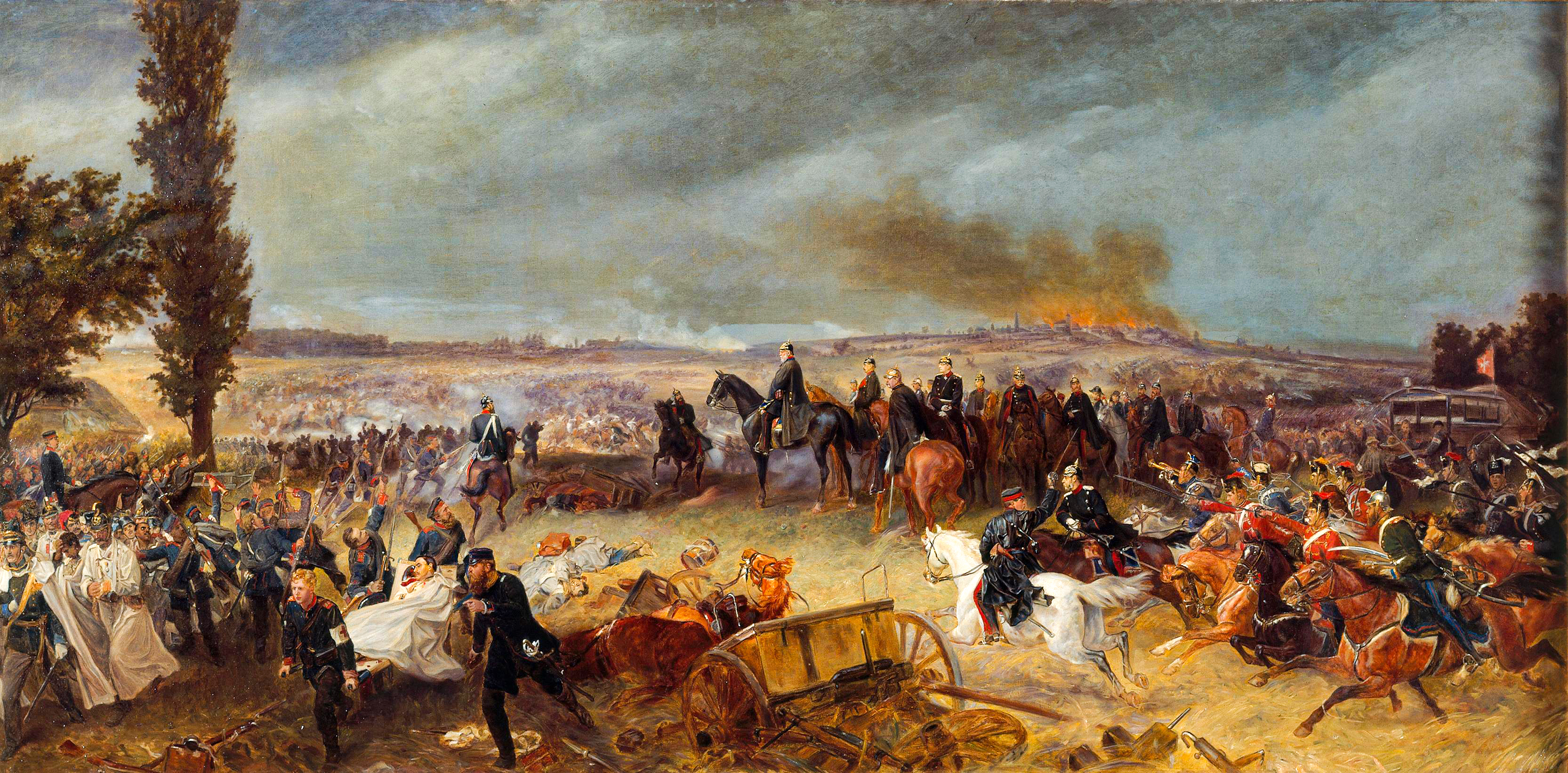
A königgrätzi csata

Georg Bleibtreu (Xanten, 1828. március 27. – Berlin, 1892. október 16.) német festő, Karl Bleibtreu író édesapja.

## Pályafutása
A düsseldorfi akadémián tanult, majd csataképfestőként vált ismertté. Első munkáinak az első német-dán háborúból (1848-49) választott tárgyat, majd a német szabadságharc egyes jeleneteit, illetve a hétéves háború és Nagy Károly életének egy-egy mozzanatát festette meg. Festményein megjelent az 1864. évi porosz–osztrák–dán háború, az 1866. évi porosz–osztrák–olasz háború, valamint az 1870-71-es porosz–francia háború is. A berlini fegyvertár számára készített nagyméretű művei: Fölhivás a néphez és A gravelottei csata. Az 1868. évi berlini művészeti kiállításon nagy aranyérmet nyert.